# Lista de deputados estaduais do Acre da 12.ª legislatura
Esta é a lista de deputados estaduais do Acre para a legislatura 2007–2011. Nas eleições, foram eleitos 15 deputados.

## Composição das bancadas
| Partido | Líder                 | Bancada | Posição      |
| ------- | --------------------- | ------- | ------------ |
| PT      | Naluh Gouveia         | 7 / 24  | Governo      |
| PPS     | Delinho Lima          | 3 / 24  | Oposição     |
| PCdoB   | Edvaldo Magalhães     | 2 / 24  | Governo      |
| PMDB    | Chagas Romão          | 2 / 24  | Oposição     |
| PMN     | Tchê                  | 2 / 24  | Governo      |
| PSB     | Antônio Delorgem      | 2 / 24  | Governo      |
| PSDB    | Luiz Gonzaga Alves    | 2 / 24  | Oposição     |
| PP      | Maria Antônia Barbosa | 1 / 24  | Governo      |
| PTN     | Zé Carlos             | 1 / 24  | Independente |
| PDT     | Luiz Calixto          | 1 / 24  | Independente |
| PTdoB   | Gilberto Diniz        | 1 / 24  | Independente |

## Deputados Estaduais
Esse é o resultado da eleição para a Assembleia Legislativa do Acre.
| Número | Deputados estaduais eleitos   | Partido | Votação | Percentual | Cidade onde nasceu       | Unidade federativa |
| 65123  | Edvaldo Magalhães             | PCdoB   | 6.050   | 1,88%      | Cruzeiro do Sul          | Acre               |
| 13630  | Naluh Gouveia                 | PT      | 5.842   | 1,81%      | Feijó                    | Acre               |
| 15122  | Antônia Sales                 | PMDB    | 5.566   | 1,73%      | Rio Branco               | Acre               |
| 33123  | José Luís Schafer (Tchê)      | PMN     | 5.247   | 1,63%      | Humaitá                  | Rio Grande do Sul  |
| 13444  | Chico Viga                    | PT      | 4.859   | 1,51%      | Cruzeiro do Sul          | Acre               |
| 13013  | Taumaturgo Lima               | PT      | 4.834   | 1,50%      | Cruzeiro do Sul          | Acre               |
| 11133  | Maria Antônia Barbosa         | PP      | 4.781   | 1,48%      | Brasiléia                | Acre               |
| 13456  | Perpetua de Sá                | PT      | 4.765   | 1,48%      | Cruzeiro do Sul          | Acre               |
| 23555  | Nogueira Lima (Delinho)       | PPS     | 4.735   | 1,47%      | Rio Branco               | Acre               |
| 65789  | Moíses Diniz                  | PCdoB   | 4.558   | 1,41%      | Cruzeiro do Sul          | Acre               |
| 13133  | Juarez Leitão                 | PT      | 4.533   | 1,41%      | Feijó                    | Acre               |
| 13131  | Francisco Cartaxo             | PT      | 4.503   | 1,40%      | São João do Rio do Peixe | Paraíba            |
| 15120  | Chagas Romão                  | PMDB    | 4.310   | 1,34%      | Xapuri                   | Acre               |
| 33333  | José Elson Santiago de Melo   | PMN     | 4.034   | 1,25%      | Cruzeiro do Sul          | Acre               |
| 40500  | Antônio Delorgem Neris Campos | PSB     | 4.024   | 1,25%      | Brasiléia                | Acre               |
| 13222  | Osmar Serafim (Mazinho)       | PT      | 3.868   | 1,20%      | Porecatu                 | Paraná             |
| 40777  | Walter Prado                  | PSB     | 3.714   | 1,15%      | Feijó                    | Acre               |
| 45678  | Helder Paiva                  | PSDB    | 3.679   | 1,14%      | Tarauacá                 | Acre               |
| 45121  | Luiz Gonzaga Alves            | PSDB    | 3.604   | 1,12%      | Cruzeiro do Sul          | Acre               |
| 19123  | José Carlos Furtado           | PTN     | 3.233   | 1,04%      | Boca do Acre             | Amazonas           |
| 23123  | Idalina Fernandes             | PPS     | 2.958   | 0,92%      | Cruzeiro do Sul          | Acre               |
| 12144  | Luiz Calixto                  | PDT     | 2.489   | 0,77%      | Tarauacá                 | Acre               |
| 23100  | Dr. Donald Fernandes          | PPS     | 2.449   | 0,76%      | Rio Branco               | Acre               |
| 70888  | Gilberto Diniz                | PTdoB   | 2.405   | 0,75%      | Sena Madureira           | Acre               |